# زندانبان

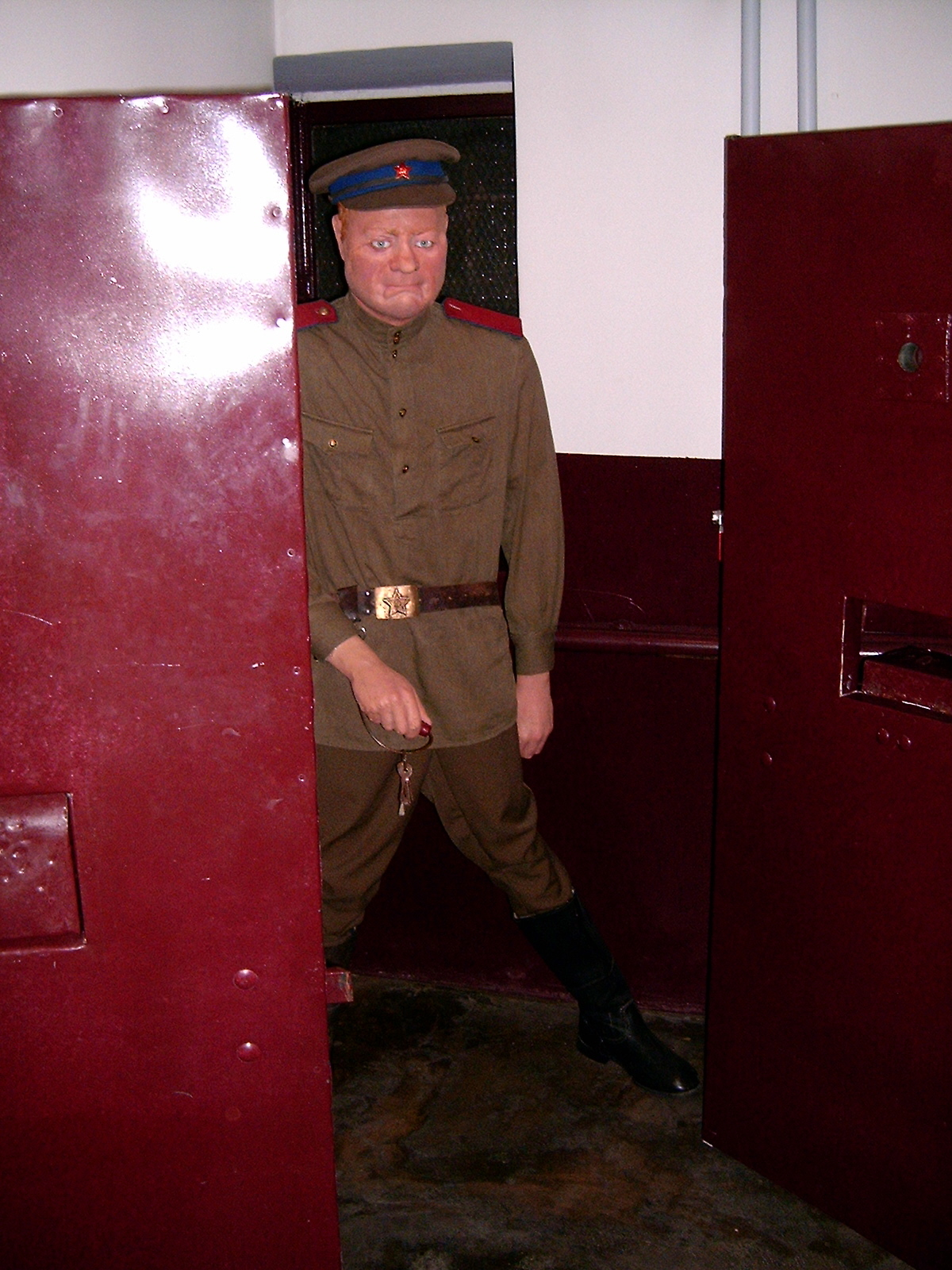
یک زندانبان

زندانبان به کسی گفته می‌شود که وظیفه حراست، مراقبت و کنترل یک محدودهٔ مشخصی از افرادی را که منجر به اعمال تخلف شده‌اند و در زندان به سر می‌برند را بر عهده دارد. طبق آمارهای ارائه شده در حدود ۳ درصد از زندانبان‌های ایران را زنان تشکیل می‌دهند

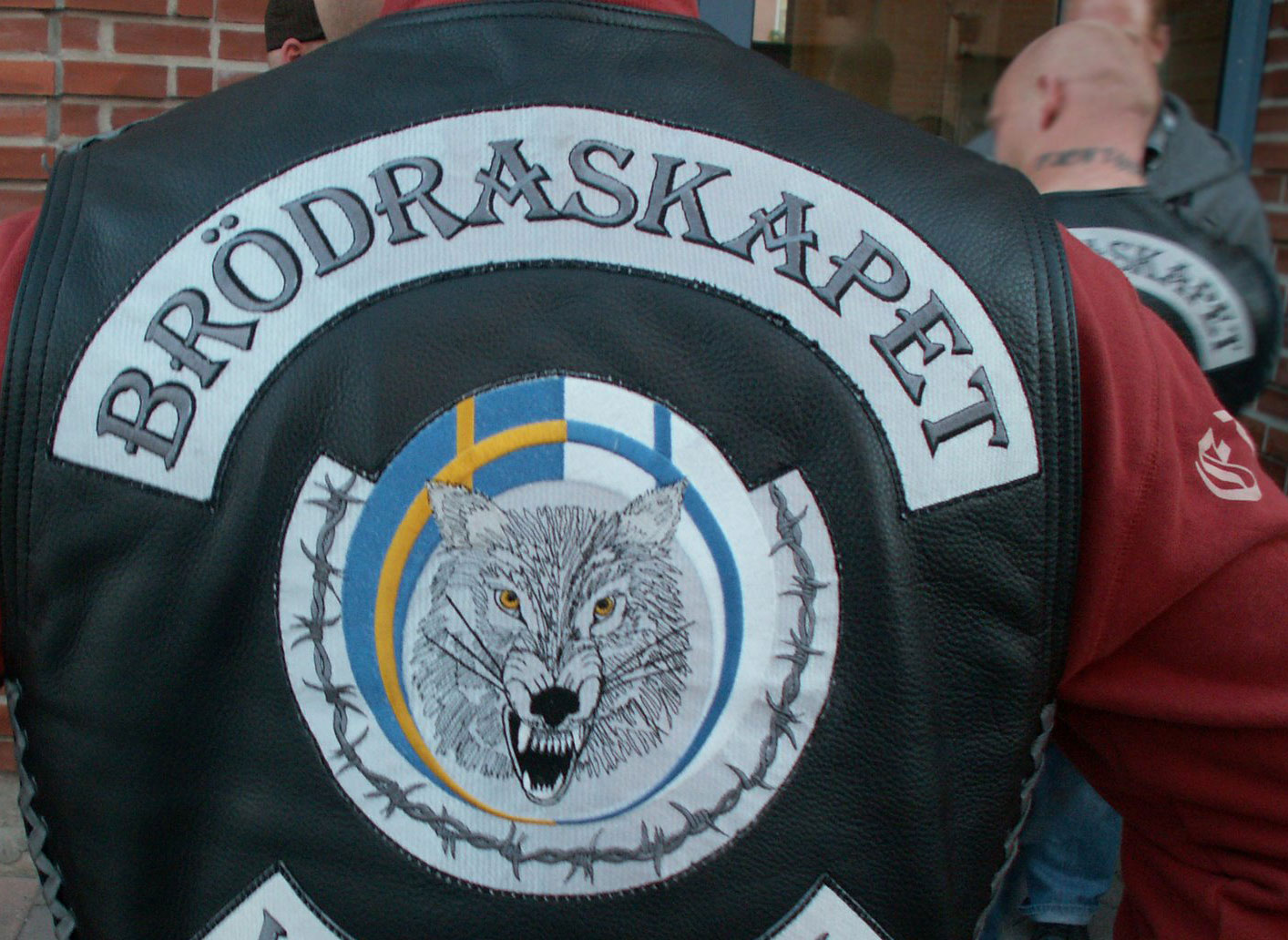
پوشش یک زندانبان سوئدی